# Reiner Ende
Reiner Ende (* 26. Februar 1953 in Bischofswerda; † 9. März 2022) war ein deutscher Maler und Grafiker.

## Leben und Werk
Reiner Ende studierte von 1973 bis 1978 bei Hannes H. Wagner und Frank Ruddigkeit an der Hochschule für industrielle Formgestaltung Halle – Burg Giebichenstein Malerei und Grafik. Er arbeitete danach als freischaffender Künstler. Ende bezeichnete sich selbst als „mehr Zeichner als Maler“. Als Grafiker war er vor allem Radierer. Er besaß schon in der DDR eine eigene Druckerpresse, die er als Eigenbau erworben hatte.
1990/1991 hatte er ein Stipendium des Kunstvereins Donnersbergkreis und der Kunst-Edition Waldherr. Er stellte dann seine künstlerische Arbeit längere Zeit zugunsten der Organisation kultureller Arbeit zurück. Ende gehörte 1991 zu den Gründern des Vereins Kulturland Hainleite und baute in Friedrichsrode den Kunsthof auf, den er von 1993 bis 2020 leitete. Er war Mitglied und von 2003 bis 2014 Vorstandsmitglied der Landesarbeitsgemeinschaft Soziokultur Thüringen e. V., deren Logo er auch gestaltete. Nach der Abgabe seiner kulturellen Funktionen konnte Ende in der kurzen Zeitspanne bis zu seinem Ableben wieder intensiv künstlerisch arbeiten. 2002 erhielt Ende anlässlich der Thüringer Kunstmesse artthür des Verbands Bildender Künstler Thüringen den Preis der SV Sparkassenversicherung.
Ende war mit der Porzellangestalterin Maria Ende (* 1954) verheiratet. Ab 1980 lebte Ende mit seiner Familie in Friedrichsrode. Er wurde auf dem Friedhof in Friedrichsrode beigesetzt.

## Mitgliedschaften
- 1981 bis 1990: Verband Bildender Künstler der DDR
- ab 1990: Verband Bildender Künstler Thüringen e. V.
- 1990 bis 2020 Künstlergruppe D 206. Thüringer Sezession

## Öffentliche Sammlungen mit Werken Endes
- Gotha: Museum Gotha
- Mühlhausen: Mühlhäuser Museen
- Sondershausen: Schlossmuseum[2]

## Werke (Auswahl)
- Sternenkrieger (1985, Aquatinta-Radierung, 39 × 29,5 cm; Auftrag des Rates des Bezirks und des Kulturbunds Erfurt; veröffentlicht in einer Grafik-Mappe des Kulturbunds zum 40. Jahrestag des Sieges über den Hitler-Faschismus)
- Fasching (1985, Radierung, 35 × 44 cm)

## Ausstellungen (unvollständig)

### Personalausstellungen
- 1981: Erfurt, Galerie erph
- 1981: Kirchheimbolanden, Stadthaus
- 1982: Erfurt, galerie e.a.
- 1983: Ilmenau, Galerie der TU Ilmenau
- 1984: Erfurt, Galerie Johannesstraße (mit Marion Walther)
- 1999: Erfurt, Galerie der Sparkassenversicherung
- 2002: Arnstadt, Galerie im Theater Arnstadt
- 2013: Leipzig, Galerie Süd

### Teilnahme an zentralen und wichtigen regionalen Ausstellungen in der DDR
- 1980: Frankfurt/Oder, Sport- und Ausstellungszentrum („Junge Künstler der DDR “)
- 1983: Leipzig, Messehaus am Markt („Kunst und Sport“)
- 1984: Erfurt, Bezirkskunstausstellung
- 1986/1987: Suhl („Das sicher sei, was uns lieb ist“. Ausstellung zum 40. Jahrestag der Gründung der Grenztruppen der DDR)
- 1986: Cottbus, Staatliche Kunstsammlung („Soldaten des Volkes – dem Frieden verpflichtet. Kunstausstellung zum 30. Jahrestag der Nationalen Volksarmee.“)